# Nolella stipata
Nolella stipata is een mosdiertjessoort uit de familie van de Nolellidae. De wetenschappelijke naam van de soort werd in 1855 voor het eerst geldig gepubliceerd door Philip Henry Gosse.